# Финитизм
Финитизм (лат. finitus — определённый, законченный) — философское учение, отрицающее понятие бесконечного и утверждающее, что бесконечность не имеет места ни во Вселенной, ни в микромире, ни в человеческом мышлении. Была широко популярна в Древнем мире и Средних веках до Коперника. Финитизм предполагает, что Вселенная конечна и имеет определённые размеры. Микромир также имеет пределы делимости (см. атомизм).

## В математике
В математике финитизмом обычно называют установку в теории доказательств, возникшую в начале XX века в работах Гильберта и его школы с целью обоснования непротиворечивости теоретико-множественной математики. Основные требования финитизма Гильберта таковы:
1) объекты рассуждений — только конструктивные объекты, например, цифровые записи натуральных чисел, формулы в символическом языке и их конечные совокупности;
2) применяемые операции однозначно определены и выполнимы (вычислимы);
3) никогда не рассматривается множество всех предметов какой-либо бесконечной совокупности; всеобщее суждение есть высказывание о произвольном объекте этого множества, которое может быть подтверждено в каждом конкретном случае;
4) утверждение о существовании объекта, обладающего некоторым свойством, означает либо предъявление конкретного такого объекта, либо указание способа его построения.
Ограничения Гильберта и Бернайса оказались слишком жёсткими для доказательства непротиворечивости классической математики. С другой стороны ряд современных математиков являются сторонниками ещё более жёсткого финитизма и ультрафинитизма. Они отрицают содержательность самих понятий актуальной и даже потенциальной бесконечности.

## В физике
В настоящее время единого взгляда на конечность и бесконечность Вселенной нет. Однако согласно принятой большинством астрофизиков теории большого взрыва наша Вселенная имеет конечный возраст и в начальный момент находилась в сингулярном, однородном состоянии.